# Stachys obtusifolia
Stachys obtusifolia là một loài thực vật có hoa trong họ Hoa môi. Loài này được MacOwan miêu tả khoa học đầu tiên năm 1893.